# Pistosauroidea
Super-famille
Clade
Sous-ordre
Pistosauroidea est un sous-ordre fossile de reptiles sauroptérygiens. Leurs restes fossiles, datant du Trias inférieur au Trias moyen, ont été découverts en Chine et en Europe (Allemagne, Autriche, France, Pays-Bas et Pologne).

## Historique
Le sous-ordre des Pistosauroidea est décrit en 1887 par le paléontologue bavarois Georg Baur (1859-1898),. Pistosaurus signifie « lézard aquatique ».
Les Pistosauroidea sont renommées en une super-famille en 2000 par le paléontologue suisse Olivier Rieppel (en) (1951-),

### Fossiles
Selon Paleobiology Database en 2024, les Pistosauroidea ont dix-neuf ou dix-huit collections référencées de fossiles. Ces collections datent de l'Olénékien du Trias inférieur au Ladinien du Trias moyen, c'est-à-dire de 251,2 à 237 Ma avant notre ère.

### Répartition
Ces collections du Trias se répartissent par pays actuels de la façon suivante : sept collections de Chine, cinq d'Allemagne, quatre de Pologne, une de France, une collection d'Autriche et une des Pays-Bas.

### Ordre
Selon Paleobiology Database en 2024, les Pistosauroidea sont assignés aux Plésiosaures en 1963 par Persson, aux Eosauropterygia en 1999 par Olivier Rieppel (information conservée par PaleoDB), aux Eusauropterygia (ordre plus utilisé) en 2000 par Olivier Rieppel et aux Sauropterygia en 2006 par Cheng et al..

## Description
Les Pistosauroidea appartiennent au superordre des Sauropterygia apparu à la fin du Trias et qui compte les ancêtres des plésiosaures. Les Pistosauroidea sont rares dans les assemblages marins du Trias et ne sont représentés que par quelques fossiles d'Europe centrale, des États-Unis et de Chine. Des analyses phylogénétiques récentes considèrent les Pistosauroidea comme un groupe paraphylétique, ce qui signifie qu'ils ne descendent pas d'un unique ancêtre commun et ne forment donc pas un véritable clade. Les Plésiosaures sont désormais placés dans les Pistosauroidea, tandis que les Pistosauroidea traditionnels sont des Sauroptérygiens plus basaux.

## Liste des taxons
Selon Paleobiology Database en 2024, la liste des taxons inclus est de cinq genres et de la super-famille des Cymatosauria (vide) :
- †Chinchenia Young, 1965
- †Cymatosaurus Fritsch, 1894
- †Kwangsisaurus Young, 1959
- †Wangosaurus Ma et al., 2015
- †Yunguisaurus Cheng et al., 2006

## Classification
Ci-dessous, le cladogramme des Pistosauroidea basé d'après Ketchum & Benson (2011) :
|  | Bobosaurus                                                     |
|  |                                                                |
|  | Pistosaurus                                                    |
|  |                                                                |
|  | Yunguisaurus                                                   |
|  |                                                                |
|  | \| \| Augustasaurus \| \| \| \| \| \| Plesiosauria \| \| \| \| |
|  |                                                                |
|  | Augustasaurus                                                  |
|  |                                                                |
|  | Plesiosauria                                                   |
|  |                                                                |

|  | Augustasaurus |
|  |               |
|  | Plesiosauria  |
|  |               |

|  | Bobosaurus                                                     |
|  |                                                                |
|  | Pistosaurus                                                    |
|  |                                                                |
|  | Yunguisaurus                                                   |
|  |                                                                |
|  | \| \| Augustasaurus \| \| \| \| \| \| Plesiosauria \| \| \| \| |
|  |                                                                |
|  | Augustasaurus                                                  |
|  |                                                                |
|  | Plesiosauria                                                   |
|  |                                                                |

|  | Augustasaurus |
|  |               |
|  | Plesiosauria  |
|  |               |

|  | Bobosaurus                                                     |
|  |                                                                |
|  | Pistosaurus                                                    |
|  |                                                                |
|  | Yunguisaurus                                                   |
|  |                                                                |
|  | \| \| Augustasaurus \| \| \| \| \| \| Plesiosauria \| \| \| \| |
|  |                                                                |
|  | Augustasaurus                                                  |
|  |                                                                |
|  | Plesiosauria                                                   |
|  |                                                                |

|  | Augustasaurus |
|  |               |
|  | Plesiosauria  |
|  |               |

|  | Bobosaurus                                                     |
|  |                                                                |
|  | Pistosaurus                                                    |
|  |                                                                |
|  | Yunguisaurus                                                   |
|  |                                                                |
|  | \| \| Augustasaurus \| \| \| \| \| \| Plesiosauria \| \| \| \| |
|  |                                                                |
|  | Augustasaurus                                                  |
|  |                                                                |
|  | Plesiosauria                                                   |
|  |                                                                |

|  | Augustasaurus |
|  |               |
|  | Plesiosauria  |
|  |               |

### Publication originale
- [1887] (en) Georg Baur, « 1887–1890 Pistosauridae Baur; pp. 498–499 in K. A. Zittel (ed.) », Handbuch der Palaeontologie, Vol. 3. R. Oldenbourg, München,‎ 1887.